# Rodrigo Nuño Baeza
Rodrigo Hunno Baeza, detto anche Rodrigo Nuño Baeza (Cagliari, XV secolo – Cagliari, XVI secolo), è stato un poeta italiano, umanista attivo a Cagliari nel primo quarto del XVI secolo.
Di lui rimane il Caralis panegyricus, un poema in latino col quale esaltò la città di Cagliari composto attorno al 1516 e alcune poesie in latino e greco coeve. La datazione dell'opera di Baeza è possibile grazie a una data presente in due brevi componimenti esametrici in greco, entrambi preceduti da titoli in latino, e da numerose concomitanze con opere di poco precedenti come quella di Jeroni Pau o lo Scarabeo di Erasmo da Rotterdam, ma anche grazie alla presenza nel testo della trascrizione di un'epigrafe latina relativa a un Flavius Kalaritanus che si trovava agli inizi del Cinquecento nella residenza di Pomponio Leto a Monte Cavallo, che forse vide personalmente. Fece forse parte, o comunque fu prossimo, all'Accademia Pomponiana di Roma, della quale si sa poco a causa delle vicissitudini giudiziarie del suo fondatore Pomponio Leto. L'origine di questo autore è abbastanza controversa, infatti si è pensato sia che fosse sardo che spagnolo. Potrebbe essere individuato ragionevolmente in quel Rodrigo Baeza documentato a Roma nel 1547 e a Lanciano in Abruzzo nel 1549. Questi fu beneficiato di Villamiel, nei pressi di Ciudad Rodrigo in Estremadura, e clerico a Granada. Fu oggetto di una causa, presso la Real Chanchilleria di Valladolid, nella quale gli vennero contestati i benefici su Villamiel, che invece furono riconosciuti sia dal re che dal papa Giulio III, nella quale delegò suo fratello Domenico a rappresentarlo. Fece parte dell'Ordine di Santiago.